# Test de résistance
 (avril 2024).
Si vous disposez d'ouvrages ou d'articles de référence ou si vous connaissez des sites web de qualité traitant du thème abordé ici, merci de compléter l'article en donnant les références utiles à sa vérifiabilité et en les liant à la section « Notes et références ».
Un test de résistance (en anglais : stress testing) est une technique issue de l’ingénierie. Elle est destinée à évaluer la stabilité d’un produit, d’une entité ou d’un système dans des conditions de fonctionnement sévères ou inhabituelles.
Ce terme désigne en particulier les tests portant sur les matériaux, les institutions financières ou sur les installations électronucléaires.

## Applications

### En mécanique
Dans le domaine de la mécanique des milieux continus, la résistance des matériaux (RDM) permet le calcul des contraintes et déformations dans les structures des différents matériaux.

### En finance
Dans le domaine de l'analyse financière, un test de résistance (en anglais : stress test) est une technique destinée à évaluer la capacité d'une institution financière, considérée isolément ou dans un ensemble, à pallier un choc, un incident majeur, une anomalie, advenant au cours de ses activités. 

### En sûreté nucléaire
Dans le domaine de la sûreté nucléaire, un test de résistance de sûreté (en anglais : stress test) est, en Europe, un réexamen de sûreté des centrales nucléaires ciblé sur les problématiques soulevées par l'accident nucléaire de Fukushima, à savoir la résistance de l'installation nucléaire à des phénomènes naturels extrêmes mettant à l’épreuve les fonctions de sûreté des installations et conduisant à un accident grave.